# Estação Mangueira (Metrorec)
A Estação Mangueira é uma estação de metrô do Metrô do Recife, ela é a 5ª estação mais próxima do centro da capital. O movimento da estação é relativamente baixo, pois não possui terminal de ônibus nem terminais S.E.I, a estação é mais utilizada para quem usa a Linha Centro. Também se usa para quem vai para uma estação com terminal de ônibus,ir para a rodoviária e para quem deseja pegar o VLT.